# 實驗系統
在科學研究中，實驗系統（Experimental system）是由漢斯·約爾格·賴因貝格爾在研究分子生物學和蛋白質的生物合成的化學史中提出的科學哲學。物理、技術、程序中實驗的基礎。

## 定義
瑞士科學史學家漢斯·約爾格·賴因貝格爾（德語：Hans-Jörg Rheinberger）將其定義，實驗系統是「實驗活動中結合了專業、技術、工具、制度、社會和認知的基本單元」

## 實驗系統
科学家（特別是實驗室生物學家）、历史学家和生物學哲學家（生物學中的哲學家）已經指出成功的實驗系統能有效的發展和推廣，例如20世紀初，普及的生物模型或科學儀器是科學發展的關鍵。選擇適當的實驗系統已被科學家認為是長期成功的關鍵，因為實驗系統在處理某些類型的問題能有成效的進行，尤其是研究未知的領域上。
一個成功的實驗系統必須是能讓科學家長期穩定和可重複運行。在實驗系統之下，同樣的實驗重複使用下結果是一樣的，在不同的變數和不可預知狀態下會產生不統的結果，使其對實驗擁有效率與收穫。

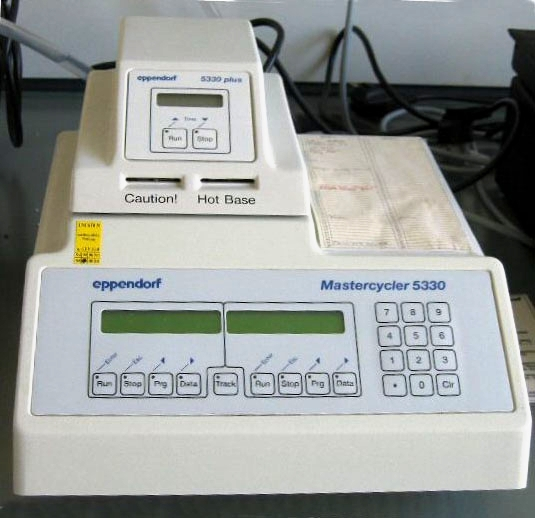
符合實驗系統理論的聚合酶連鎖反應的設備

在許多的實驗例子裡，一個理想的實驗系統可以是黑箱作為標準技術，然後可以將其用作其他實驗系統的組件。賴因貝格爾將實驗系統分為兩部分：被調查的部分（認識的東西）和為實驗提供穩定環境（技術對象）的已知部分。生物學實驗系統的發展往往要求在實驗室環境，馴養或培養特定動物或生物的特定條件，來研究其中的差異，例如培養線條均勻對稱的菌株分型。

## 聚合酶連鎖反應
科學技術通常需要開發一個完整的實驗系統，從可行的概念轉變為在實踐中有效地的技術，例如聚合酶链式反应（PCR）的發明，在美國生物化學家凯利·穆利斯1983年提出概念之前，微生物複製是一個費時耗力流程複雜的技術，要費時一週才能使用，使用聚合酶連鎖反應技術則時間縮短至一小時所以僅需一小時的聚合酶連鎖反應技術能節省大量時間和繁複的操作，聚合酶連鎖反應技術被廣泛地運用在醫學和生物學的實驗室。穆利斯因此獲得日本國際獎和諾貝爾化學獎
因為聚合酶链式反应是1990年代之後分子生物學發展過程中重要的技術。因此其專利之爭不斷，包括穆利斯的學校史丹佛大學、與穆利斯一同研發的鯨魚座公司（Cetus公司）、買下鯨魚座公司使用聚合酶連鎖反應檢測HIV檢測技術的Roche公司也聲稱擁有專利。至今一直是個複雜的問題。